# Cédric Morgan
Cédric Morgan, nom de plume de Jean-Yves Quenouille, est un écrivain français né à Vannes (Morbihan) le 25 septembre 1943. 

## Publications
- Les sirènes du Pacifique, (éditions Mercure de France), 2021.
- Le goût du vent sur les lèvres, éditions Les Escales, 2017.
- Une femme simple, éditions Grasset, mars 2014  -- Prix Bretagne-Breizh 2015
- Kafka ramait le dimanche, 2009, éditions Phebus -- faux polar
- Oublier l'orage, 2005, éd. Phebus
- Le Bleu de la mer, 2003, éd. Phebus            — prix du roman de la ville de Carhaix, sélection Interallié
- Le Bonheur en douce, 1999, éd. Phebus      — sélection  Prix des Libraires
- L'Enfant perdu, 1995, éd. Phebus                — sélections Renaudot, Femina et Interallié
- Les Ailes du tigre, 1993, éd. Phebus
- Cet hiver-là, 1991, éd. Phebus

Cédric Morgan a créé et animé une revue de poésie, Incendits, parue entre 1975 et 1995 avec l'aide du Centre national des lettres, revue qui a publié nombre de poètes contemporains alors encore peu connus, tels que Hedi Kaddour et Roger Goffette.